# جنوب شرق إنجلترا
جنوب شرق إنجلترا هي المنطقة الأكثر اكتظاظا بالسكان من مناطق إنجلترا الرسمية التسعة في الوحدات الإقليمية الإحصائية من المستوى الأول للاتحاد الأوروبي. وهي تتألف من باركشير، باكينغهامشير، شرق ساسكس، هامبشير، وايت، كنت، أكسفوردشير، سري وغرب ساسكس. كما هو الحال في مناطق أخرى من إنجلترا باستثناء لندن الكبرى، جنوب شرق إنجلترا ليس لديها حكومة منتخبة.
جنوب شرق إنجلترا ثالث منطقة من حيث المساحة في إنجلترا إذ تبلغ مساحتها (19.096) كيلومترا مربعا. وهي الأولى من حيث عدد السكان حيث بلغ عدد سكانها أكثر من ثمانية ملايين ونصف المليون نسمة في عام 2011م. يقع المقر الرئيس للهيئات الحكومية في غيلدفورد. وتتكون من سبعة مدن هي: برايتون وهوف وكانتربري وتشيتشستر وأكسفورد وبورتسموث وساوثهامبتون وونشستر، بالإضافة إلى التجمعات السكانية الأخرى مثل ريدنغ وميلتون كينز. قرب المدينة من لندن وكثرة الطرق الوطنية السريعة إليها جعلها مركزا اقتصاديا قويا، بل من أقوى المدن الإنجليزية اقتصادا بعد العاصمة لندن. وفيها مطار غاتويك ثاني أكثر المطارات ازدحاما في المملكة المتحدة، وساحلها على طول بحر المانش يوفر العديد من المعابر إلى أوروبا.

## التعليم

### الجامعات
من أشهر الجامعات في المنطقة هي جامعة أوكسفورد، وفيها بالإضافة إلى هذه الجامعة العديد من الجامعات مثل:
- جامعة ساوثهامبتون.
- جامعة برايتون.
- جامعة ريدنغ.
- جامعة سري.
- جامعة ساسكس.
- الجامعة المفتوحة.
- كلية رويال هولواي.